# Groupe de NGC 5297
Le groupe de NGC 5297 comprend au moins cinq galaxies situées dans la constellation des Chiens de chasse. La distance moyenne entre ce groupe et la Voie lactée est d'environ 36,8 Mpc (∼120 millions d'al). 

## Membres
Le tableau ci-dessous liste les cinq galaxies du groupe indiquées dans l'article de A.M. Garcia paru en 1993.
| Nom      | Class. | Type                 | α (J2000.0)   | δ (J2000.0) | Vitesse radiale (km/s) | m            | Distance (Mpc) | Diamètre (kal) |
| -------- | ------ | -------------------- | ------------- | ----------- | ---------------------- | ------------ | -------------- | -------------- |
| NGC 5296 | S0^+?  | Lenticulaire         | 13h 46m 18.6s | 43° 51′ 05″ | 2248 ± 2               | 14,4         | 35,8 ± 2,5     | 36             |
| NGC 5297 | SBc?   | Spirale barrée       | 13h 46m 23.7s | 43° 52′ 20″ | 2409 ± 2               | 11,8         | 38,1 ± 2,7     | 137            |
| NGC 5336 | Scd?   | Spirale              | 13h 52m 09.8s | 43° 14′ 34″ | 2520 ± 10              | 12,8         | 36,9 ± 2,6     | 65             |
| UGC 8733 | SBcd?  | Spirale barrée       | 13h 48m 38.9s | 43° 24′ 45″ | 2335 ± 2               | 13,9         | 37,0 ± 2,6     | 79             |
| UGC 8798 | Sdm    | Spirale magellanique | 13h 52m 48.0s | 43° 49′ 41″ | 2275 ± 4               | 14,708 asinh | 36,1 ± 2,5     | 57             |

Le site DeepskyLog permet de trouver aisément les constellations des galaxies mentionnées dans ce tableau ou si elles ne s'y trouvent pas, l'outil du site constellation permet de le faire à l'aide des coordonnées de la galaxie. Sauf indication contraire, les données proviennent du site NASA/IPAC. 